# أوسكار ألافريز
أوسكار ألافريز (بالإسبانية: Óscar Álvarez Sanjuán) (9 يونيو 1977 برشلونة إسبانيا - ) هو لاعب كرة قدم إسباني.

## وصلات خارجية
أوسكار ألافريز على موقع قاعدة بيانات كرة القدم.إي يو (الإنجليزية)
- أوسكار ألافريز على موقع Soccerway.com (الإنجليزية)
- أوسكار ألافريز على موقع عالم كرة القدم.نت (الإنجليزية)